# 枕 (ゲームブランド)
枕（まくら）は、ムーンフェイズ株式会社のゲームブランドであり、ケロQの姉妹ブランド。
代表はケロQと同じくすかぢ。
ANIPLEX.EXEから発売されたソフト『ATRI -My Dear Moments-』にケロQのクリエイターが関わっている。

## 作品一覧
当ブランドのすべての作品および姉妹ブランドであるケロQの『素晴らしき日々 〜不連続存在〜』などの間で世界観が部分的ながら共有されており、一部登場人物や背景などが複数作品にわたって登場する。
- H2O -FOOTPRINTS IN THE SAND-（2006年6月23日発売）[2]
  - √after and another（2007年10月26日発売）[3]
  - H2O √after and another Complete Story Edition（2009年7月31日発売）[4]
- しゅぷれ〜むキャンディ 〜王道には王道たる理由があるんです!〜（2008年9月26日発売）[5]
- いきなりあなたに恋している（2011年7月29日発売）[6]
- 向日葵の教会と長い夏休み（2013年3月29日発売）[7]
- サクラノ詩 -櫻の森の上を舞う-（2015年10月23日発売）[8]
- ATRI -My Dear Moments-（2020年6月19日発売、フロントウイングとの共同開発）
- サクラノ刻 -櫻の森の下を歩む-（2023年2月24日発売）[9]
- サクラノ詩 10th Anniversary edition（2025年12月26日発売）[10]

### 特殊な作品
- サクラノ詩 第一章 ～春ノ雪～（2008年9月26日発売）[11]
  - 『しゅぷれ〜むキャンディ 〜王道には王道たる理由があるんです!〜』の予約特典。プロトタイプ『サク詩』の体験版であり、『サクラノ詩 -櫻の森の上を舞う-』の世界観とは一切関係ない。[12]『サクラノ詩 -櫻の森の上を舞う- 公式ビジュアルアーカイヴ』の付録としても収録された。[13]